# Soheib Bencheikh

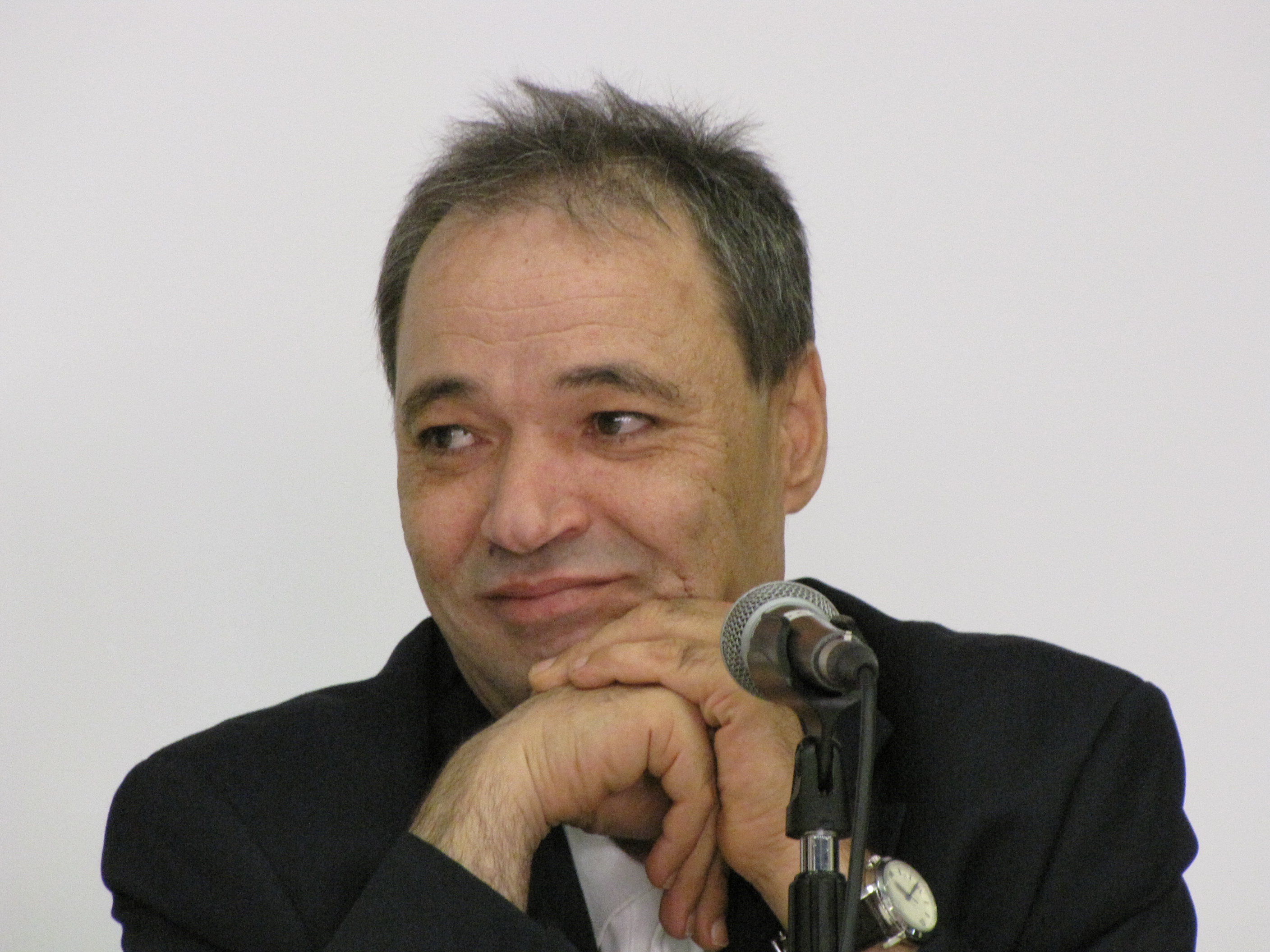
Soheib Bencheikh, 2011

Soheib Bencheikh (* 1961 in Dschidda, Saudi-Arabien) ist ein französischer islamischer religiöser Führer und Autor. Er gilt als progressiv und Verfechter des französischen Laizismus.

## Leben
Bencheikh ist ein Sohn des aus Algerien stammenden Diplomaten Abbas el Hocine Bencheikh, welcher von 1982 bis zu seinem Tod 1989 Rektor der Großen Pariser Moschee war. Soheib Bencheikh graduierte in islamischer Theologie an der al-Azhar-Universität von Kairo, und an der Université Libre de Bruxelles, Belgien. Er erhielt einen Doktortitel in Religionswissenschaft von der École Pratique des Hautes Études (EPHE), Paris, Frankreich. Er wurde 1995 von Dalil Boubakeur, dem Rektor der Pariser Moschee, zum Großmufti von Marseille ernannt. 2003 ist er Gründungsmitglied des Conseil français du culte musulman.
Bencheikh ist ein anti-fundamentalistischer religiöser Führer und ein erklärter Gegner eines eiferischen Islam. Er ist bekannt als reformorientierter Theologe, der sich dem interreligiösen Dialog verpflichtet fühlt. Unter anderem schrieb er die Bücher Les Grandes Religions und Marianne et le Prophète: L'Islam dans la France laïque, sein bekanntes Werk über die Positionen und Möglichkeiten für Muslime in säkularen Demokratien. Er vertritt einen modernen Islam und bezeichnete unter anderem die Bildung als besten Schutz von Ehre und Wohlergehen der Frauen (und nicht den Hidschab, der nach seinen Worten nicht verbindlich ist). Beim Streit um die 2005 veröffentlichten Mohammed-Karikaturen und den anschließenden, teils gewaltsamen Protesten, verteidigte Bencheikh die Pressefreiheit, welche für ihn „heilig“ sei.
Bencheikh beabsichtigte an der Französischen Präsidentschaftswahl 2007 teilzunehmen, er verfehlte aber die erforderlichen 500 Unterschriften von Bürgermeistern, um offizieller Kandidat zu werden. Für die Präsidentschaftswahlen 2012 empfahl Bencheikh, lieber dem rechtsextremen Front National die Stimme zu geben als dem amtierenden Präsidenten Nicolas Sarkozy, den er heftig als Opportunisten und Populisten kritisierte. Dies wurde in verschiedenen Medien als Wahlempfehlung für den FN interpretiert, wovon Bencheickh sich allerdings deutlich distanzierte.